# La Grosse Boule
La Grosse Boule est une émission radiophonique diffusée sur Radio Nova de 1993 à 1997 et animée par Édouard Baer et Ariel Wizman, « deux diplômés de l'absurde mention très bien », marquée par l'humour et la place laissée à l'improvisation, .
L'émission, dont le titre initial est Mouvement de jeunes, est fondée sur un ton provocateur, impertinent et audacieux, qui bouscule le format des matinales (de 7 h à 9 h). L'idée de l'émission est simple : Baer et Wizman sont deux noctambules qui, au sortir de leur nuit agitée, entrent dans le studio de Radio Nova et se mettent au micro. La Grosse Boule est l'after radiophonique des années 1990.  
L'émission fait appel à des invités, venus la plupart du temps présenter leur "actualité", et qui deviennent prétexte à des improvisations autour de personnages et thèmes nombreux, assez peu récurrents et entrecroisés de manière absurde. Les séquences sont l'occasion de chansons, elles-mêmes improvisées (parfois même en anglais ou en espagnol). Les séquences souvent se terminent sans une chute, mais par une interruption musicale voire la fin de l'émission. « Comme dans toute émission du matin qui se respecte, il y a des jeux et des auditeurs qui parlent. Aujourd'hui, il s'agit de donner son “Chirac préféré”. »
Au fil des mois, la Grosse Boule s'enrichit de nombreux chroniqueurs. Parfois, l'émission est sponsorisée par un commerçant du faubourg Saint-Antoine (où se trouve la radio) ; des amis et des collaborateurs de Nova débarquent et se lancent dans des chroniques. S'y croisent, entre autres, Jessyca Falour, Léa Drucker, Ivan Smagghe, Nicolas Saada, Jean Croc, François Rollin, Charlie Oleg... Jean-François Bizot vient parfois en renfort, le tout dans une ambiance joyeuse, décalée et jamais vulgaire.  

« Et ainsi de suite, au gré des humeurs et des réparties. “On a bien essayé de créer des rubriques, explique Ariel Wizman, mais on les oublie au bout de trois jours. Non, vraiment, rien n'est écrit avant. On invente au fur à mesure.” C'est précisément ce qui fait toute l'originalité de l'émission : un art très sophistiqué de cultiver le n'importe quoi. »

« On dit tellement de choses absurdes qu’on a tout oublié en sortant. Ce matin, on avait un ange du bizarre, Michel Houellebecq. On n’avait pas lu son livre, alors on a chanté ensemble. Il aime beaucoup notre rubrique “C’est calme en ce moment”, quand nous appelons des commerçants pour leur faire dire cette phrase mythique, saluée par un jingle explosif. »

À partir de 1996, le format change et l'émission est programmée le soir, de 17h34 à 19h32.

Le générique « Le Monde s'écroule » est composé par Julien Baer, frère de l'animateur, et est diffusé en alternance avec « Attention à la grosse boule qui descend l'escalier » de Frédéric Botton. La réalisation de l'émission est assurée, entre autres, par Fanny.

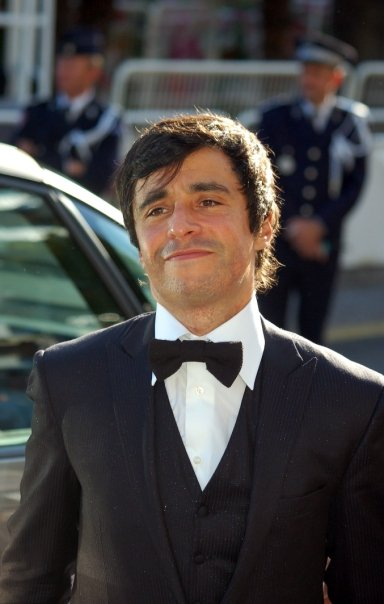
Ariel Wizman, co-animateur de La grosse boule
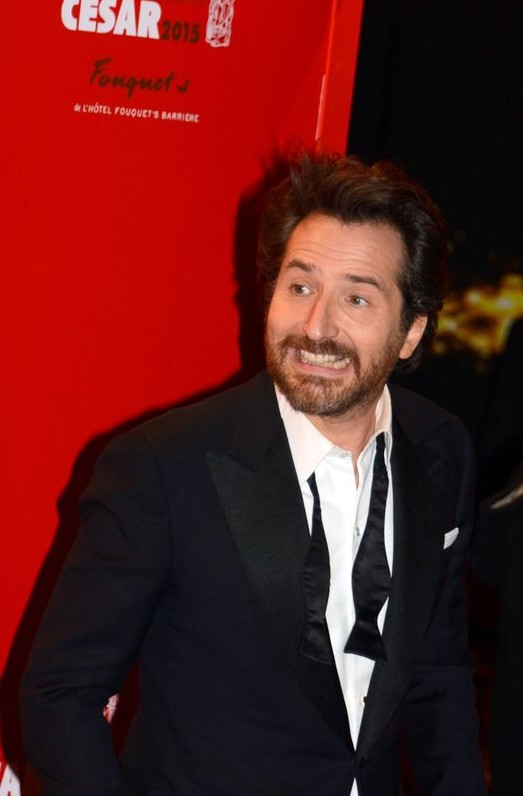
Édouard Baer, co-animateur de La grosse boule
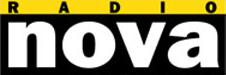
Logo de Radio Nova en 1995

## Analyse
Le directeur d'antenne Marc H’Limi témoigne : 

« L’exemple d’Édouard Baer est symptomatique. Il est entré sur l’antenne de Radio Nova au début des années 1990. Ariel Wizman était à l’époque journaliste à Actuel et faisait une petite émission de cinq minutes pendant l’été, à 18 heures et 19 heures, dans laquelle il présentait “les bons plans de l’été”. Un soir, il est venu à Radio Nova avec Édouard Baer – qu’il devait avoir rencontré dans un bar – et ils ont commencé à improviser. À la rentrée, ils ont fait équipe pour une émission qui s’appelait La grosse boule. Ils ont d’abord fait deux heures d’antenne ensemble tous les soirs, puis deux heures le matin, puis ils ont continué sur Canal +. Ensuite, Édouard a préféré devenir acteur plutôt que de continuer à la télé. Mais, s’il a pu commencer, c’est qu’il existe chez nous un espace de liberté tel qu’un inconnu a pu prendre le micro et montrer de quoi il était capable. En bas, il n’y a pas de vigile et la distance entre la porte d’entrée et le studio n’est que de quelques mètres ! »

Pour la linguiste italienne Caterina Carradori, la « dimension garyenne de l'œuvre d'Édouard Baer » lui permet de mélanger réalité et fiction dans son improvisation permanente :

« Pour Baer, la réalité et la fiction sont donc deux dimensions étroitement liées qui, au lieu de s'exclure l'une l'autre, se remodèlent mutuellement. La perception de la réalité est, en fait, le résultat d'un processus continu d'interaction entre ces deux niveaux. Il n'y a pas d'opposition entre le réel et l'imaginaire puisque “la fiction contribue à la fabrication de la réalité” (Fusillo, 2019) et la réalité est donc déterminée par la fiction. À la base du rêve de Baer, il y a donc un processus créatif qui, au lieu de passer de la réalité à la fiction, va dans la direction opposée : “Je crois dans la réalité de mes rêves” nous dit Édouard Baer. »

## Discographie
- Coffret Nova 24h, compilation
- Radio Nova 25 ans, DVD, 2006